# Stanisława Szydłowska
Stanisława Szydłowska (Kaczorowska) (ur. 21 kwietnia 1944 w Zarębach Kościelnych) – polska kajakarka, trenerka, olimpijka z Meksyku 1968 i Monachium 1972.
Zawodniczka klubu Spójnia Warszawa. Wielokrotna medalistka mistrzostw Polski.
Srebrna medalistka mistrzostw Europy w 1965 w konkurencji K-4 na dystansie 500 metrów (partnerkami w osadzie były:Izabella Antonowicz-Szuszkiewicz, Jadwiga Doering, Agnieszka Wyszyńska).
Na igrzyskach w roku 1968 wystartowała w konkurencji K-1 na dystansie 500 metrów odpadając w eliminacjach. Na igrzyskach w 1972 roku również reprezentowała Polskę w konkurencji K-1 na dystansie 500 metrów odpadając w półfinale.